# 女子囲棋最強戦
女子囲棋最強戦（じょしいきさいきょうせん、女子圍棋最強戰）は、台湾の囲碁の女流棋戦。2015年に開始。第6回から健喬杯女子囲棋最強戦（健喬盃女子圍棋最強戰）。
- 主催 中華職業囲棋協会、(第2-5回)海峰棋院、(-5回)培生文教基金会
- 協賛 (6回-)健喬信元医薬生技股份有限公司
- 協力 (1回、5回-)海峰棋院、(5回-)培生文教基金会
- 優勝賞金 (1-3回)20万元、(4-8回)40万元、(9回)50万元

## 方式
- 台湾女流プロ棋士と台湾囲棋協会所属アマチュア選手の16名による、敗者復活式トーナメント戦。勝者組優勝者と敗者組優勝者で決勝戦を行う。日本の王景怡、韓国の李晶彬も出場。
- コミは6目半。
- 持時間は、前半4ラウンドは各1時間、40秒の秒読み3回。後半3ラウンドは各1時間、1分の秒読み3回。

## 歴代優勝者
- 第1回 2015年 黒嘉嘉 - 張凱馨（勝者組決勝 黒嘉嘉-張凱馨、敗者組決勝 張凱馨-蘇聖芳）
- 第2回 2016年 黒嘉嘉 - 楊子萱（勝者組決勝 楊子萱-黒嘉嘉、敗者組決勝 黒嘉嘉-張凱馨）
- 第3回 2017年 黒嘉嘉 - 兪俐均（勝者組決勝 兪俐均-党希昀、敗者組決勝 黒嘉嘉-党希昀）
- 第4回 2018年 兪俐均 - 白昕卉（勝者組決勝 兪俐均-王景怡、敗者組決勝 白昕卉-楊子萱）
- 第5回 2019年 黒嘉嘉 - 楊子萱（勝者組決勝 黒嘉嘉-楊子萱、敗者組決勝 楊子萱-林曉彤）
- 第6回 2020年 兪俐均 - 盧鈺樺（勝者組決勝 兪俐均-盧鈺樺、敗者組決勝 盧鈺樺-黒嘉嘉）
- 第7回 2021年 盧鈺樺 - 蘇聖芳（勝者組決勝 盧鈺樺-蘇聖芳、敗者組決勝 蘇聖芳-兪俐均）
- 第8回 2022年 楊子萱 - 盧鈺樺（勝者組決勝 楊子萱-盧鈺樺、敗者組決勝 盧鈺樺-兪俐均）
- 第9回 2023年 林怡廷 - 盧鈺樺（勝者組決勝 林怡廷-楊子萱、敗者組決勝 盧鈺樺-楊子萱）